# Día de las Glorias del Ejército de Chile
El Día de las Glorias del Ejército de Chile es una festividad que se celebra el 19 de septiembre de cada año. En este día se lleva a cabo la Parada Militar en el Parque O'Higgins, donde el Ejército, las otras dos ramas de las Fuerzas Armadas —la Armada y la Fuerza Aérea— y Carabineros de Chile desfilan frente a las principales autoridades del país. Es tradición que se baile un pie de cueca (el baile nacional de Chile) y se haga el brindis de chicha en cacho antes del inicio del desfile.
Su propósito es conmemorar a todos los soldados de cada una de las batallas en las cuales el país haya participado; se recuerda la valentía y el coraje de quienes protegieron al país y a sus habitantes.

## Antecedentes
Su origen se remonta a la batalla de Chacabuco, ocurrida el 12 de febrero de 1817, cuando el entonces director supremo chileno, Bernardo O'Higgins, sintió la necesidad de contar con una institución que formara unidades armadas para la defensa de la nación; así, el 16 de marzo de ese mismo año creó la Academia Militar.[cita requerida]
Cada cierto tiempo, las unidades egresadas del establecimiento se congregaban en espacios extensos y vacíos para ejercitar y simular batallas, con el objetivo de estar bien preparados ante un eventual combate. El espectáculo ofrecido en estos ensayos resultaba atractivo para los ciudadanos, quienes con el tiempo comenzaron a apostarse en todos los lugares en que se efectuaban los entrenamientos militares. Como tenía un objetivo netamente estratégico, cada año se consideraban fechas distintas para su organización. 
Lo anterior cambió en 1832, cuando el presidente Joaquín Prieto estimó que la Parada Militar debía convertirse en una ceremonia de Estado, destinando por decreto el día 18 de septiembre para su celebración. Pasaron varias décadas antes de que se escogiera un lugar definitivo para esta celebración; en 1896, el presidente Jorge Montt estableció, mediante una orden gubernamental, al Parque Cousiño (actual Parque O'Higgins) como el escenario del desfile.[cita requerida]
En 1915, bajo el mandato del presidente Ramón Barros Luco, se declaró al 19 de septiembre como el día de «celebración de todas las glorias del Ejército». Desde entonces, la parada militar se ha realizado con regularidad cada año (excepto en 1973 y en 2020, cuando fue suspendida).
El desfile se ha convertido en un panorama para muchos chilenos; incluso hay quienes viajan desde regiones para ver a los escuadrones marchando en el Parque O'Higgins.[cita requerida]